# Ins (moscas)
Ins es un género de moscas perteneciente a la familia de las Bombyliidae (moscas abeja), con 10 especies descritas, distribuidas por el Neártico y Neotrópico. Estas especies estaban incluidas con anterioridad en el género de las Hemipenthes, pero se reconocieron como un linaje separado en 2020.

## Especies
- Ins celeris ( Wiedemann, 1828) - Neártico: México, Estados Unidos. Neotropical: Costa Rica, Honduras, Panamá
- Ins constituta Walker, 1852 - Neotropical: América del Sur.
- Ins curta ( Loew, 1869) - Neártico: México, Estados Unidos. Neotropical: México (Oaxaca, Yucatán).
- Ins ignea (Macquart, 1846) - Neotropical: Colombia, Guyana, Panamá.
- Ins leucocephala (Wulp, 1882) - Neotropical: Argentina.
- Ins martinorum (Pintor en Painter & Painter, 1962) - Neártico: México (Michoácan de Ocampo)
- Ins minas ( Macquart, 1850) - Neotropical: Argentina, Brasil (Minas Gerais).
- Ins pectorcolumbo Evenhuis, 2020 - Neotropical: El Salvador.
- Ins pleuralis (Williston, 1901) - Neártico: México (Colima, Guerrero, Morelos, Nayarit, Puebla). Neotropical: México (Chiapas).
- Ins zanouts Evenhuis, 2020 - Neotropical: Costa Rica, Panamá.